# Richard O’Connor (Fußballspieler)
Richard O’Connor (* 30. August 1978 in London) ist ein anguillischer Fußballspieler.

## Karriere
Richard O’Connor wurde in London geboren, ist aber anguillischer Herkunft. In der Jugend spielte er von 1997 bis 2000 beim lokalen Verein FC Wimbledon.
Im Jahr 2000 wechselte er zum FC Leatherhead, wo er nur ein Jahr später den Verein verließ. Zwischen 2005 und 2006 spielte er wieder dort. Danach spielte er abwechselnd bei Hampton & Richmond Borough und bei Maidenhead United. 2005 spielte er für eine kurze Zeit beim AFC Hornchurch.

## Nationalmannschaft
O’Connor spielte zwischen 2000 und 2006 sechs Mal für Anguilla und erzielte fünf Tore. Damit ist er Rekordtorschütze seines Landes.